# La victòria de Wellington
|  | Per a altres significats, vegeu «Wellington (desambiguació)». |

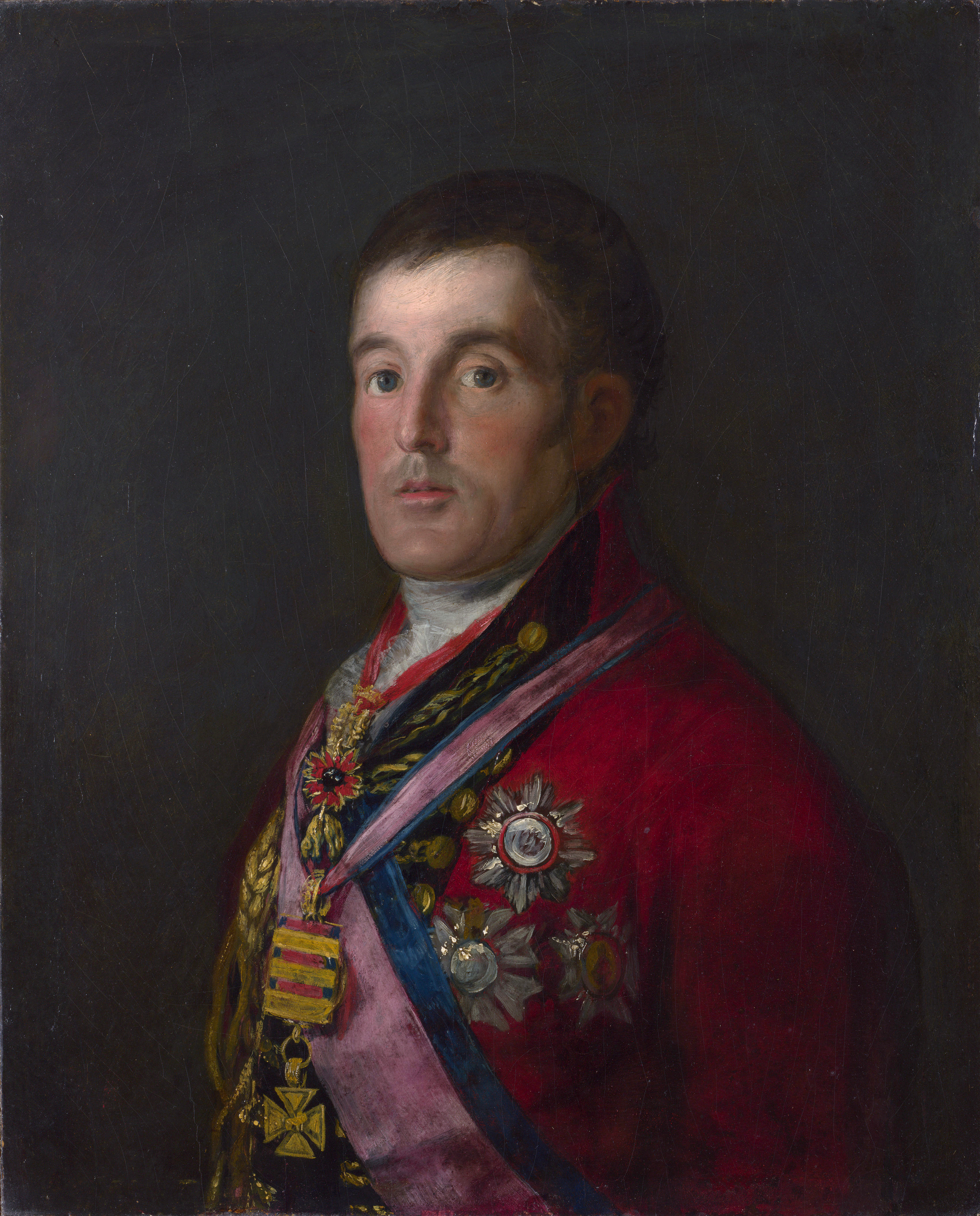
El Duc de Wellington, victoriós sobre les tropes napoleòniques a Vitòria a 1813.

Wellingtons Sieg (en català La Victòria de Wellington o també La Batalla de Vitòria), opus 91, és una obra orquestral de Ludwig van Beethoven composta en 1813 per celebrar la victòria de les tropes comandades pel Duc de Wellington sobre els exèrcits napoleònics a Vitòria, el 21 de juny de 1813, i es va estrenar el 8 de desembre d'aquell mateix any.

## Història de l'obra
En un Imperi austríac en plena efervescència patriòtica davant l'enfonsament de l'Imperi francès, l'enginyer Johann Maelzel, inventor del metrònom i inspirador del segon moviment de la  Vuitena Simfonia , li encarrega a Beethoven una obra simfònica per estrenar un nou instrument seu, el panharmonicon. La recent batalla de Vitòria li proporciona a Beethoven un tema perfecte per a l'ocasió, ja que el panharmonicon és un instrument que tracta d'imitar els timbres i sons d'una banda militar.
Acabada l'octubre de 1813,  La Victòria de Wellington  va ser estrenada al concert del 8 de desembre del mateix any, durant el qual es va estrenar també la Setena simfonia. Salieri, Hummel i Meyerbeer tocaven a l'orquestra. Segons el biògraf de Beethoven, Maynard Solomon, aquests amics van considerar l'obra com "una broma musical enorme" i hi van participar per amistat, com en un "congelat professional". L'èxit colossal del concert, i en especial de la Victòria de Wellington, sembla que va tenir molt a veure amb el sobresalt patriòtic que recorria Àustria per aquesta època.
L'obra va ser publicada per Steiner a Viena el 1816.

## Posteritat
Beethoven, conscient que es tractava d'una peça menor, va qualificar La victòria de Wellington d'«estupidesa». Tot i la seva mediocritat, aquesta obra va ser una de les peces més cèlebres durant la vida del compositor. Avui en dia ha caigut en l'oblit, però no manca d'interès històric.
Juntament amb lObertura 1812 de Piotr Ilitx Txaikovski i La batalla dels huns de Franz Liszt,  La victòria de Wellington forma part de les obres que commemoren una gran batalla militar.

## Execució

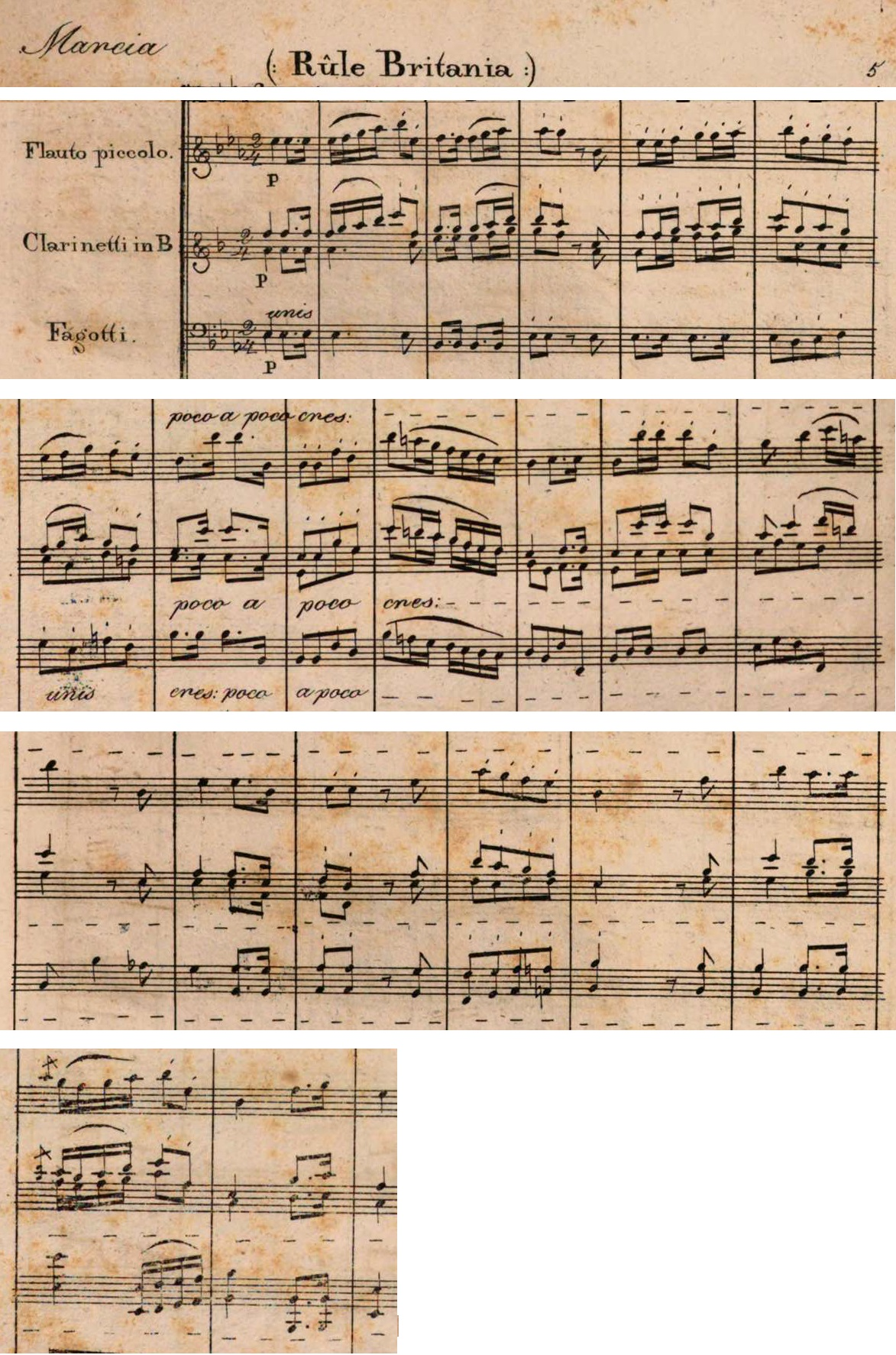
Partitura de Wellingtons Sieg

La durada d'execució de l'obra és d'uns 15 minuts. Beethoven va introduir dos temes populars: Malbrough se'n va a la guerra (transformat en Mambrú se'n va a la guerra per la pronunciació espanyola) per simbolitzar França, Rule Britannia i God save the King per simbolitzar Anglaterra. 193 trets de canó poden ser escoltats en aquesta pàgina simfònica pintoresca.

## Anàlisi
La victòria de Wellington està composta per a gran orquestra: corda (Violins I i II, violes, violoncels i contrabaix), vent-fusta (1 flautí, 2 flautes, 2 oboès, 2 clarinets, 2 fagots, 1 contrafagot), metall (4 trompes, 6 trompetes, 3 trombons) complementats amb percussió (timbals, tambors, plats, bombo, amb pistoles i canons). El conjunt orquestral és, doncs, imposant i supera els estàndards de l'època. Això s'explica per l'efecte espectacular desitjat. Assenyalem que aquesta és la primera obra de la història de la música que requereix una plantilla tan gran, anticipant-se així a les noves orquestres simfòniques de l'època romàntica.
Una de les primeres obres simfòniques programades amb la simfonia pastoral, que es pot considerar més com una sèrie de pintures descriptives, la Victòria de Wellington descriu la batalla entre les forces franceses i angleses, i obre així el camí a aquest gènere musical propi del romanticisme. La idea original de l'època va ser la reactivació del tema de França, Marlbrough se'n va a la guerra al final de la batalla, en menor i distorsionada, de manera que suggereix la derrota francesa.
També és la primera vegada que s'utilitzen rifles i canons a l'orquestra (idea recollida per Txaikovski a l'Obertura de 1812). Beethoven també especifica amb cada tir de canó si prové de les tropes de l'emperador o del duc, com passa amb els trets. Així mateix, Beethoven utilitza el mateix procés amb la bateria (diferenciació de l'ostinato rítmic) i les trompetes (diferenciació de la tonalitat).

## Primera part: La batalla
Introducció

L'anglès[pàgina 1 de la partitura]

Beethoven comença presentant les forces implicades: els anglesos, les tropes dels quals seran vencedores, i les franceses. Per tant, són els tambors anglesos els que obren la simfonia: durant aproximadament 30 segons, els tambors toquen un ostinato de 2/4 de vuit compassos que, a partir de pp, es construeix en crescendo al fortissimo. Les trompetes angleses (en mi bemoll) fan una breu fanfàrria (4/4) a la nota mi bemoll. A continuació, l'orquestra interpreta la marxa Rule, Britannia! (2/4, mi bemoll major) al piano, que simbolitza Anglaterra. La marxa augmenta fins al forte.
Els francesos[pàgina 3]

La presentació francesa és semblant: un ostinato en 6/8 de vuit compassos in crescendo i després fanfàrria (4/4) de les trompetes franceses (en Do) a la nota Do. A continuació, l'orquestra interpreta la marxa Marlbrough goes to war (6/8, do major) que simbolitza França. La marxa també augmenta fins al fort.
Apel·lació[pàgina 9]

Amb trompetes, els francesos llancen la seva convocatòria als anglesos.
Contra-apel·lació[pàgina 9]

Els anglesos responen a la fanfàrria dels francesos.
Cap dels dos bàndols ha acceptat rendir-se: comença la batalla.
La batalla: Allegro – Meno allegro

Allegro (4/4) [pàg. 9]: Comença la batalla (en si major): vents fusta, llautó i contrabaix repeteixen un enèrgic ostinato iàmbic (negra, mitja nota puntejada lligada a una nota sencera) que domina el conjunt, tremolos. dels segons violins i violes i escales descendents a primers violins. Però és sobretot els canons i l'artilleria que escoltem en aquesta pàgina: anglesos i francesos que van cop per cop, des de banda i banda de l'escenari es disparen canons i rifles, produint un agregat sonor. L'orquestra entra en un passatge modulant: Mi bemoll major [pàg. 11], Sol menor [pàgina 14], Mi menor [pàgina 16], que produeix una inestabilitat tonal totalment digna d'aquesta batalla.
Meno Allegro (3/8) [pàgina 17]: La furiosa barrega continua mentre l'orquestra modula en do major amb l'ús de notes de pas. Les trompetes franceses i angleses fan trucades desesperades (corchea - dues corchees - corchea). Les cordes prenen el ritme de les fanfàrries, amb els acords vius de les fustes i els canons. Els rodatges són cada cop més nombrosos i estridents.
La càrrega: Allegro assai – Presto

Allegro assai (2/2) [pàgina 28]: Una marxa harmònica simbolitza l'ascens dels anglesos contra les posicions franceses. En mitges notes regulars als contrabaix i un ostinato a la bateria, el tema es presenta en La bemoll major a les cordes i als vents fusta, modulant per semitons ascendents i produint un efecte: La bemoll major [pàg. 28], La major [pàg. 30], Si bemoll major [pàgina 31], Si major [pàgina 32] i Mi bemoll major [pàgina 33]. El tema augmenta d'intensitat, els canons continuen ressonant. El tempo s'accelera (Sempre più allegro)...
Presto (2/2) [pàgina 34]; Amb inestabilitat harmònica en el mode major (mi bemoll, la bemoll, re), el Presto representa el clímax de la batalla. Els canons anglesos comencen a cobrir els canons francesos que cada cop tenen més dificultats per escoltar-se, sobretot perquè els trets i les trompetes són tots del costat anglès. Amb un triple fort fff (indicació rara a Beethoven), les cordes alternen motius heroics i traços descendents a les cordes, sota els pesats acords de vent fusta i metall. Enmig del presto, els canons francesos callen definitivament mentre que els anglesos augmenten d'intensitat. Una modulació en si menor aporta un caràcter desesperat a la derrota francesa. El tumult, però no els cànons anglesos, es va calmant a poc a poc amb els cops descendents a les cordes, sempre più p [pàg. 47] fins al pianissimo pp [pàgina 48], recordant el tràgic final de l'obertura de Coriolà.
Andante (6/8, Fa sostingut menor) [pàg. 49]: La lenta repetició en menor de Marlbrough va a la guerra reflecteix la derrota de l'exèrcit francès que els canons anglesos redueixen gradualment al silenci. L'orgull i la gràcia dels francesos han desaparegut.
Segona part: La simfonia de la victòria

Intrada: Allegro ma non troppo

4/4, Re major: Després d'un llarg silenci, les trompetes i les cordes s'eleven als aguts sobre un rodament de timbals.
Les celebracions: Allegro con brio

2/2, Re major: En la tonalitat lluminosa de Re major, l'orquestra, en un fortissimo general, exalta la victòria dels anglesos: Beethoven presenta una sèrie de breus motius "gloriosos" El retorn del ritme puntejat acaba aquest episodi i acaba amb un uníson de Re per a trompes i trompetes, disminuint.
God save the King : Andante grazioso – Tempo I – Tempo di menuetto moderato

Andante grazioso (3/4, si bemoll major): L'himne anglès "God save the King" puja suaument en clarinets i fagots, sota el pizzicati de les cordes. Aquest interludi recorda el patriotisme de l'exèrcit anglès.
Tempo I (2/2, Re major): L'orquestra torna a entonar lAllegro con brio inicial.
Tempo di menuetto moderato (3/4, re major): repetició de l'himne anglès però interromput sis vegades el tutti orquestral.
Finale fugué : Allegro

3/8, Re major: Fuga final amb exposició de la matèria per primer, segon violins, dos violoncels i violes. El contrasubjecte, en setzenes, dona un efecte de moviment perpetu. Violins i violes reprenen la presentació del tema en el stretto, el doble de ràpid, amb el suport d'un llarg sosteniment de fusta, trompes i timbals. El crescendo culmina amb una tercera declaració victoriosa en acords cantats i fanfàrries de trompeta cap a la cadència perfecta triomfal final.

## Anècdota
La Victòria de Wellington és una de les seves obres "d'efecte" on l'espectacular és la raó de ser (com l'obertura de 1812). La brillantor orquestral és tal que el domini absolut de la partitura i de l'acústica de la sala és essencial. El jove Richard Wagner, aleshores director del Teatre de Magdeburg, ho va aprendre de la manera més difícil, com ho testimonia el següent passatge nítid de les seves Memòries (estem l'any 1835):
"No obstant això, el gran esdeveniment d'aquesta dramàtica temporada va tenir lloc més tard. Havia obtingut de la senyora Schröder-Devrient (famosa cantant alemanya que va crear els papers d'Adriano (Rienzi), Senta (Der fliegende Holländer) i Vénus (Tannhäuser) Nota de l'editor) […] que també vindria a casa nostra. fer algunes actuacions […]. Agraint-me, em va oferir espontàniament la seva assistència per a un concert que volia organitzar en benefici meu […]. El resultat econòmic d'aquest concert va ser d'especial importància perquè els ja minsos salaris que hauria d'haver rebut de la direcció s'havien tornat completament il·lusoris […]. Al final, tenia un deute important […]. Podria comptar legítimament amb uns ingressos molt importants d'una vetllada en què participaria un artista tan gran […]. Malauradament, ningú es volia creure que una dona famosa el temps de la qual va ser un capital preciós vindria de tan lluny (Leipzig! Nota de l'editor) per als bells ulls d'un petit director de Magdeburg i [per tant] la sala no només s'omplia. molt mediocrement. […]"
Però una altra desgràcia inesperada va succeir al meu concert: les peces orquestrals feien un soroll ensordidor en una petita sala la ressonància de la qual era excessiva. Ja, amb les meves sis trompetes, la meva obertura a Cristòfor Colom havia aterrit tots els oients; Tanmateix, per acabar, m'havia plantejat la Batalla de Victòria de Beethoven, dotada d'un luxe orquestral inigualable, ja que, amb el meu entusiasme, m'esperava més que recuperar els meus costos. Gràcies a uns equipaments cars especialment disposats, el joc de canons i fusells s'organitzava de la manera més perfecta, tant pel costat anglès com pel costat francès; es doblaven els tambors i es triplicaven les cornetes. Va ser llavors quan va començar una batalla com la més cruel que es troba en un concert, perquè l'orquestra es va llançar amb forces d'una superioritat tan decisiva per atacar l'escàs públic que va acabar abandonant tota resistència. La mateixa Sra. Schröder-Devrient, que havia tingut l'amabilitat de quedar-se a la seva cadira a les primeres files per veure la sessió fins al final, no va tenir forces per resistir-se i quan finalment va fugir al moment d'un nou assalt desesperat per part de els anglesos contra les posicions franceses, va ser el senyal d'autèntic pànic. Tothom es va precipitar cap a la sortida i la victòria de Wellington va acabar entre l'orquestra i jo. Així va acabar aquest festival memorable i vaig anar a buscar consol a la meva afligida amant (Minna Planer, amb qui es va casar l'any següent).
L'endemà al matí vaig tornar a la meva habitació d'hotel, però per arribar-hi vaig haver de travessar una doble tanca de creditors […]. Llavors vaig portar a la senyora Gottschalk, una jueva que confiava en mi; gràcies a les meves relacions amb uns quants adinerats de Leipzig, es va encarregar d'oferir als altres creditors (el primer un trompetista que representava l'orquestra que li reclamava el sou! --Nota de l'editor)-- les tranquil·les garanties gràcies a les quals el passadís que conduïa al meu habitació, no sense recriminacions lamentables.
--Richard Wagner, Mein Leben, pàg. 78-80, trad. M. Hulot, Éditions Buchet/Chastel--

## Punts de referència discogràfics
- Antal_Dorati//fr.wikipedia.org/wiki/Orchestre_symphonique_de_Londres/1960 (Mercury)[5]
- Herbert von Karajan/https://fr.wikipedia.org/wiki/Orchestre_philharmonique_de_Berlin/1969%5BEnllaç+no+actiu%5D (Deutsche Grammophon)
- Eugene Ormandy/https://fr.wikipedia.org/wiki/Orchestre_de_Philadelphie/1970%5BEnllaç+no+actiu%5D (RCA)
- Neville Marriner/https://fr.wikipedia.org/wiki/Academy_of_St_Martin_in_the_Fields/1990%5BEnllaç+no+actiu%5D (Philips)